# Gábor Danyi
Gábor Danyi (18. februar 1964 i Pécs) en ungarsk tidligere håndboldspiller og nuværende håndboldtræner.
Han er nuværende cheftræner for ungarske Győri Audi ETO KC.